# 一楽亭栄水
一楽亭 栄水（いちらくてい えいすい、生没年不詳）は、江戸時代の浮世絵師。

## 来歴
鳥文斎栄之の門人。一楽斎とも号す。姓名不詳。寛政（1789年-1801年）から享和（1801年-1804年）期にかけて、50余点の錦絵作品を遺している。同門の鳥高斎栄昌と比べると栄水の方が活動期間が長い。そのほとんどは、おっとりとした表情が特徴の美人大首絵である。また、「美人五節句　扇屋内さかき　わかは」に描かれている遊女滝川や、「松ばや内染之助」の顔を見ると、その太く黒々とした眉の描写がとても印象的である。画風は栄之風というよりも、晩年の歌麿風である。錦絵では揃物「美人五節句」、「美人合浄瑠璃鏡」シリーズなどが知られ、「兵庫や内 月岡」が重要美術品になっている。また享和元年刊行の洒落本『色講釈』一冊、同年刊行の洒落本『野良（やろう）の玉子』一冊、同年刊行の洒落本『恵比良之梅』（えびらのうめ）一冊、 享和3年（1803年）刊行の黄表紙『安倍川婦女復讐』（あべかわおんなのあだうち）二編5冊の他、狂歌本や若干の肉筆浮世絵美人画も知られる。以上にあげた洒落本、黄表紙の作者は総て十返舎一九であった。

## 作品

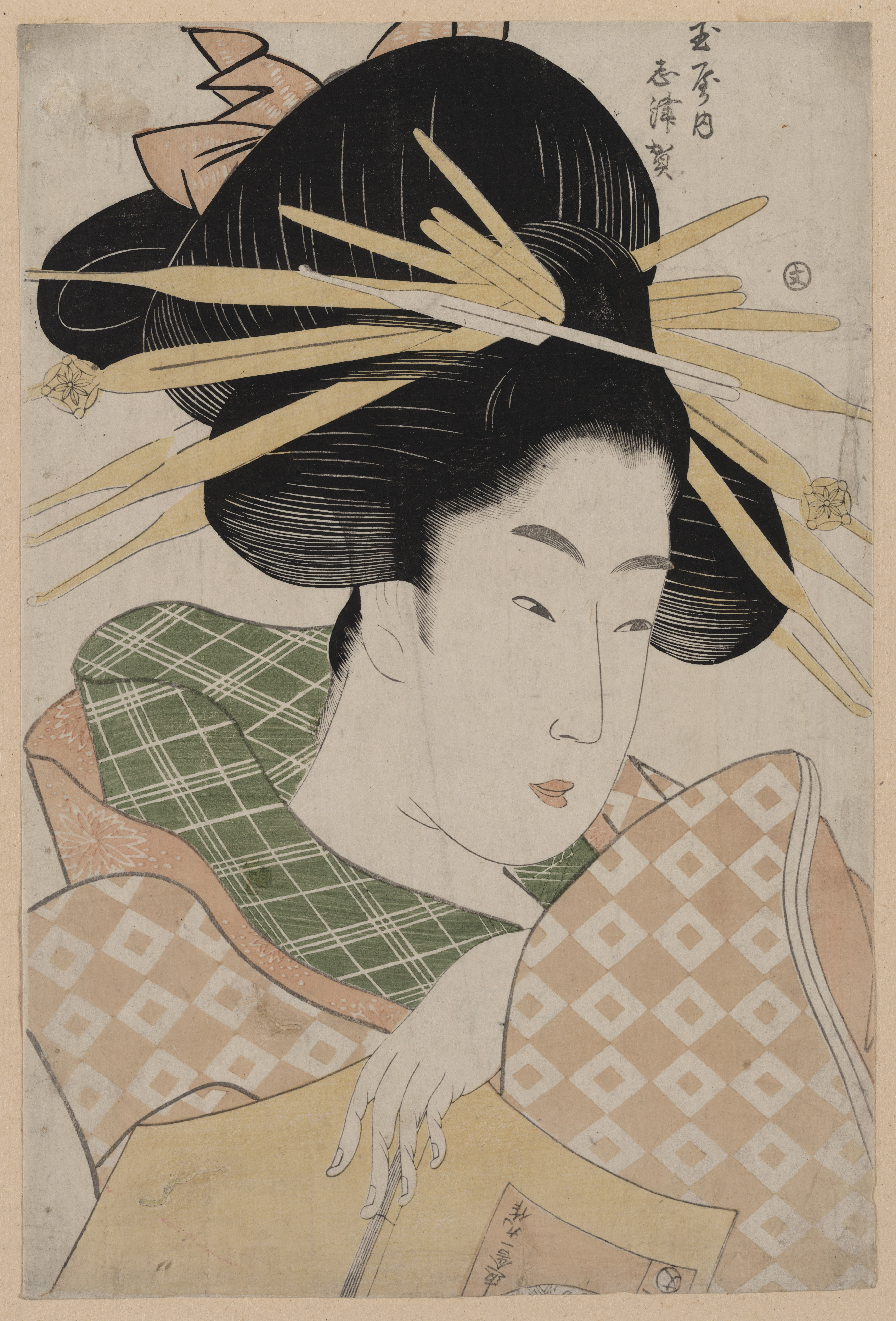
「玉屋内 志津賀」
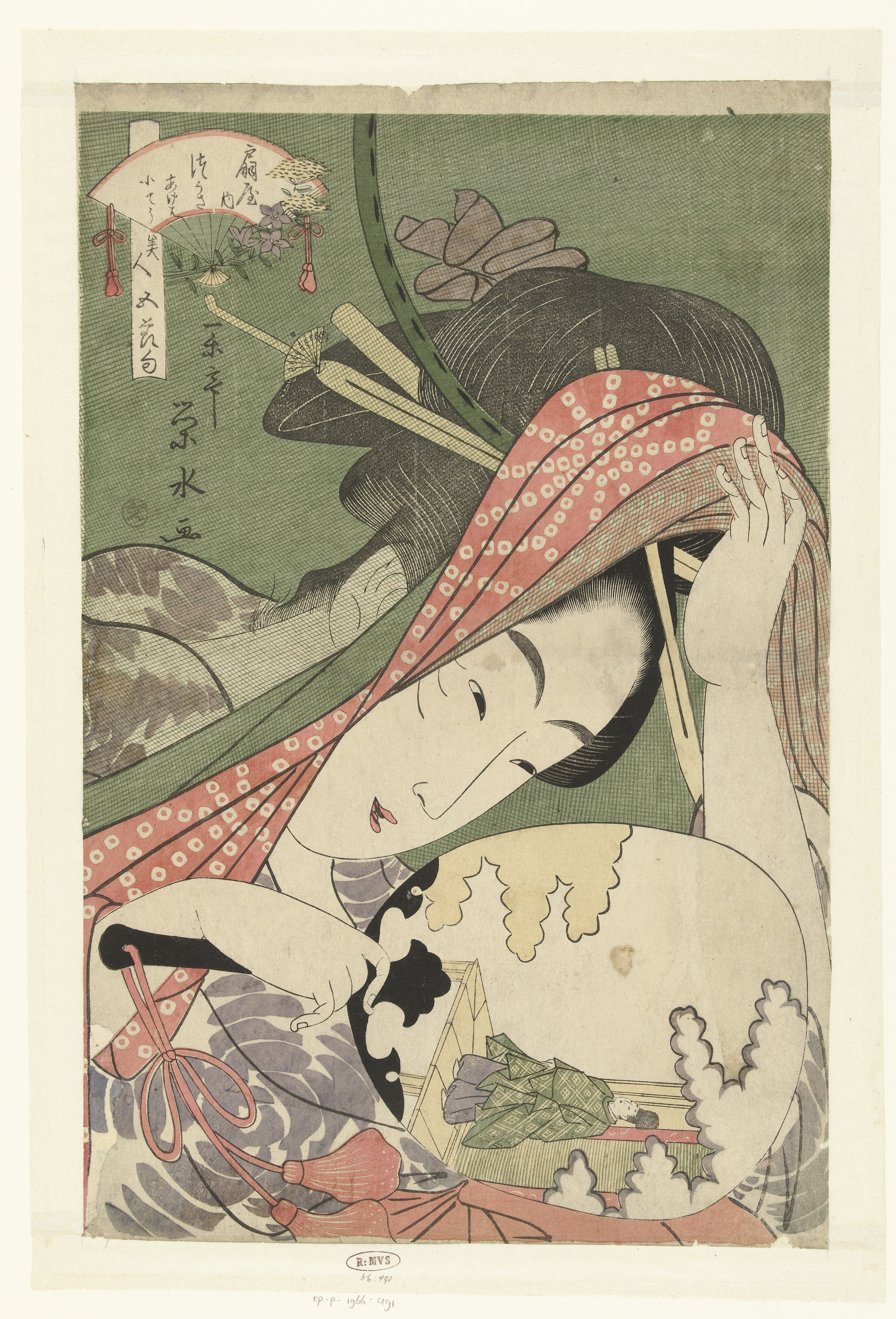
「扇屋内　花扇」
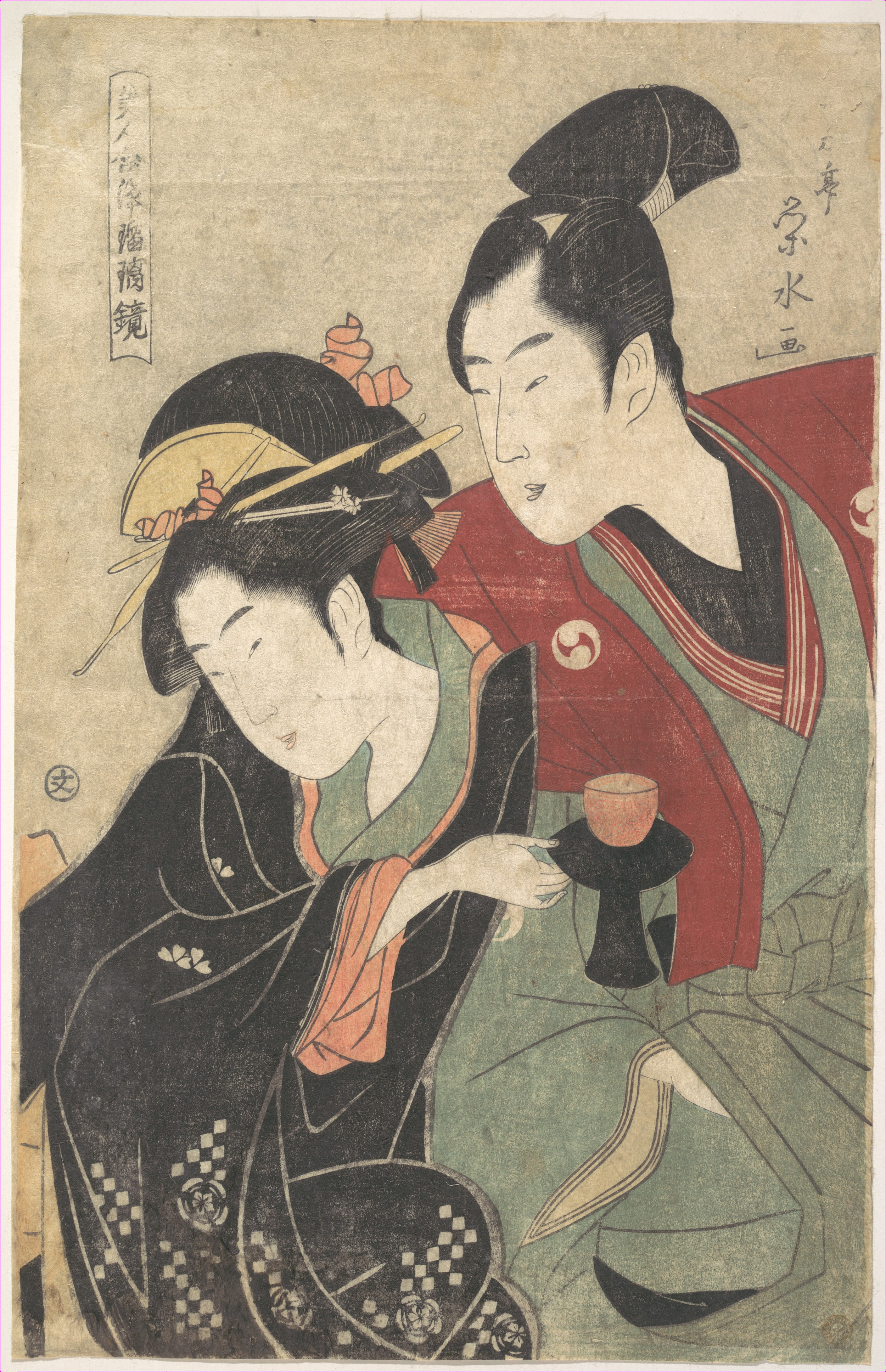
『忠臣蔵』の一場面

- 「美人五節句　扇屋内さかき　わかは」　大判　錦絵　神奈川県立歴史博物館所蔵
- 「扇屋内瀧川」　大判　マスプロ美術館所蔵
- 「松ばや内染之助」　大判　シカゴ美術館所蔵
- 「丁子や内雛鶴（右向き）」　大判　シカゴ美術館所蔵
- 「丁子や内ひな鶴（左向き）」　大判　シカゴ美術館所蔵
- 「兵庫や内月岡」　大判　シカゴ美術館所蔵
- 「松葉屋内よそおひ」　大判　ベルリン国立図書館所蔵
- 「松ばや内代々春」　大判
- 「美人合浄瑠璃鏡　白井権八　小むらさき」　大判　シカゴ美術館所蔵
- 「美人合浄瑠璃鏡　おこま　才三郎」　大判　ベルリン国立図書館所蔵
- 「小紫白井権八」　柱絵　東京国立博物館所蔵
- 「女万歳」　柱絵
- 「美人噛玉章図」 紙本着色（『浮世絵大成』第7巻収録）